# Маряново (гмина)
Маряново (пол. Marianowo) — сельская гмина (волость) в Польше, входит как административная единица в Старгардский повет, Западно-Поморское воеводство. Население — 3142 человека (на 2005 год).